# Nooduitgang

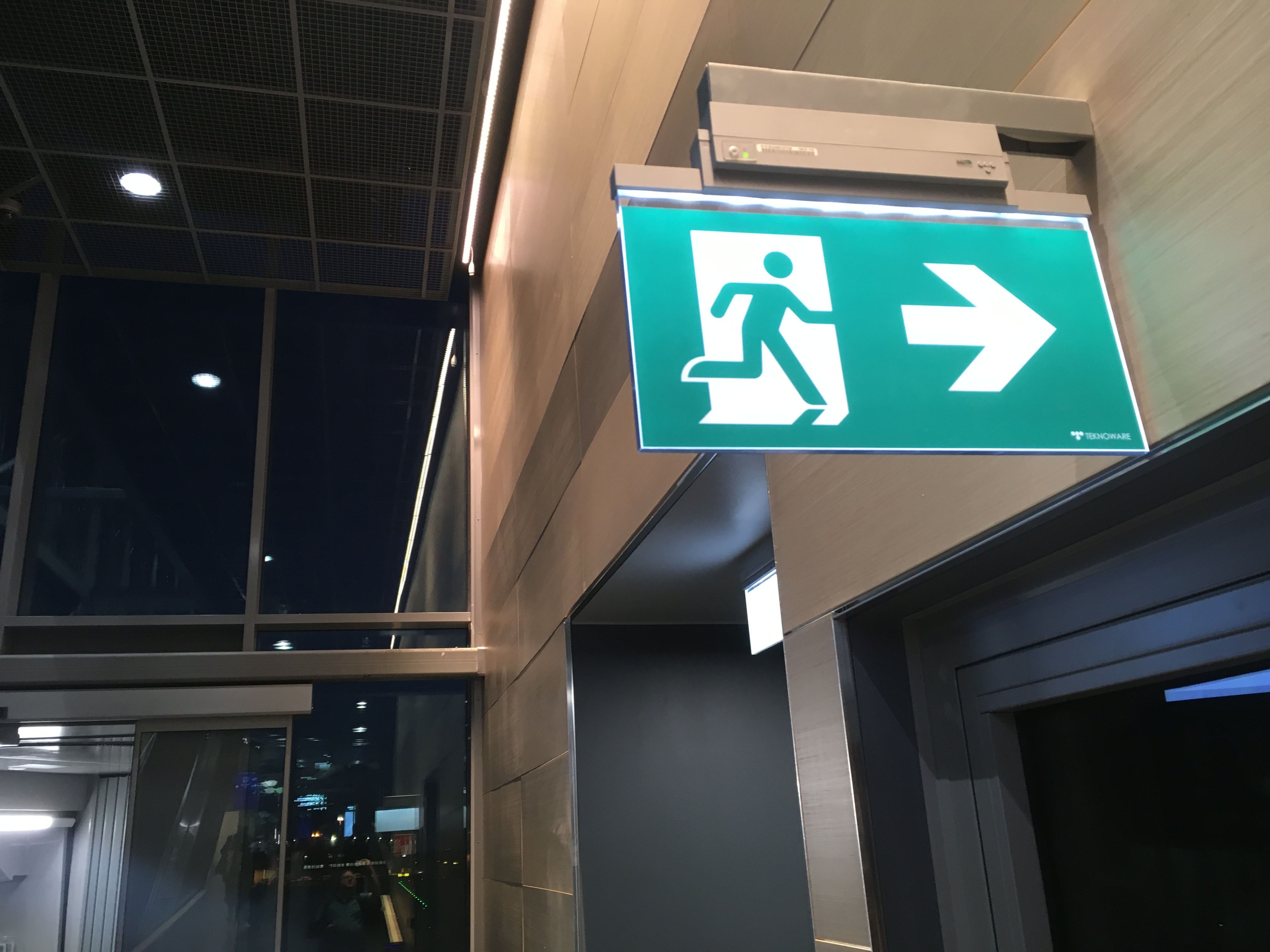
Verlicht vluchtroutepictogram

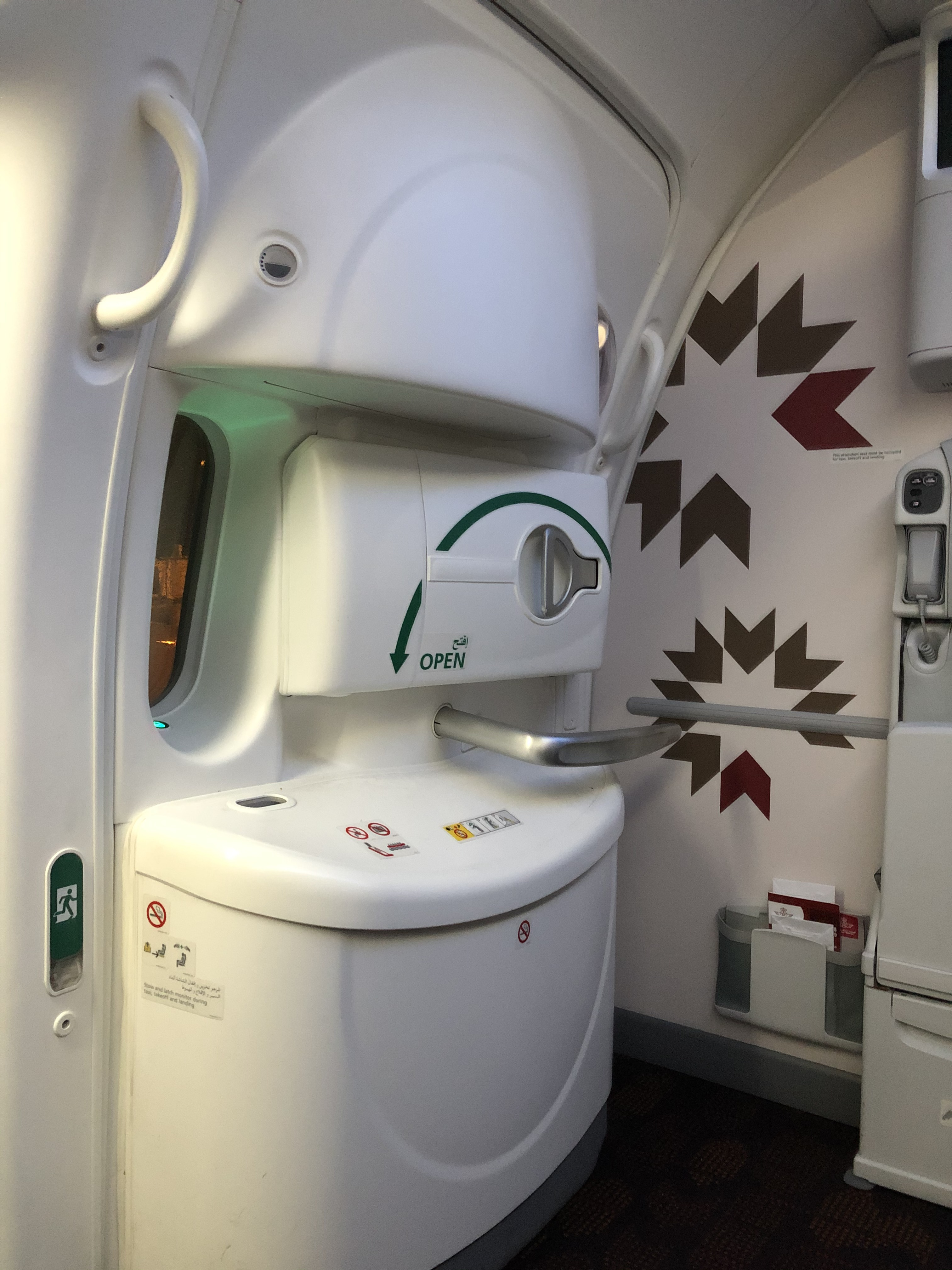
Nooduitgang in een vliegtuig

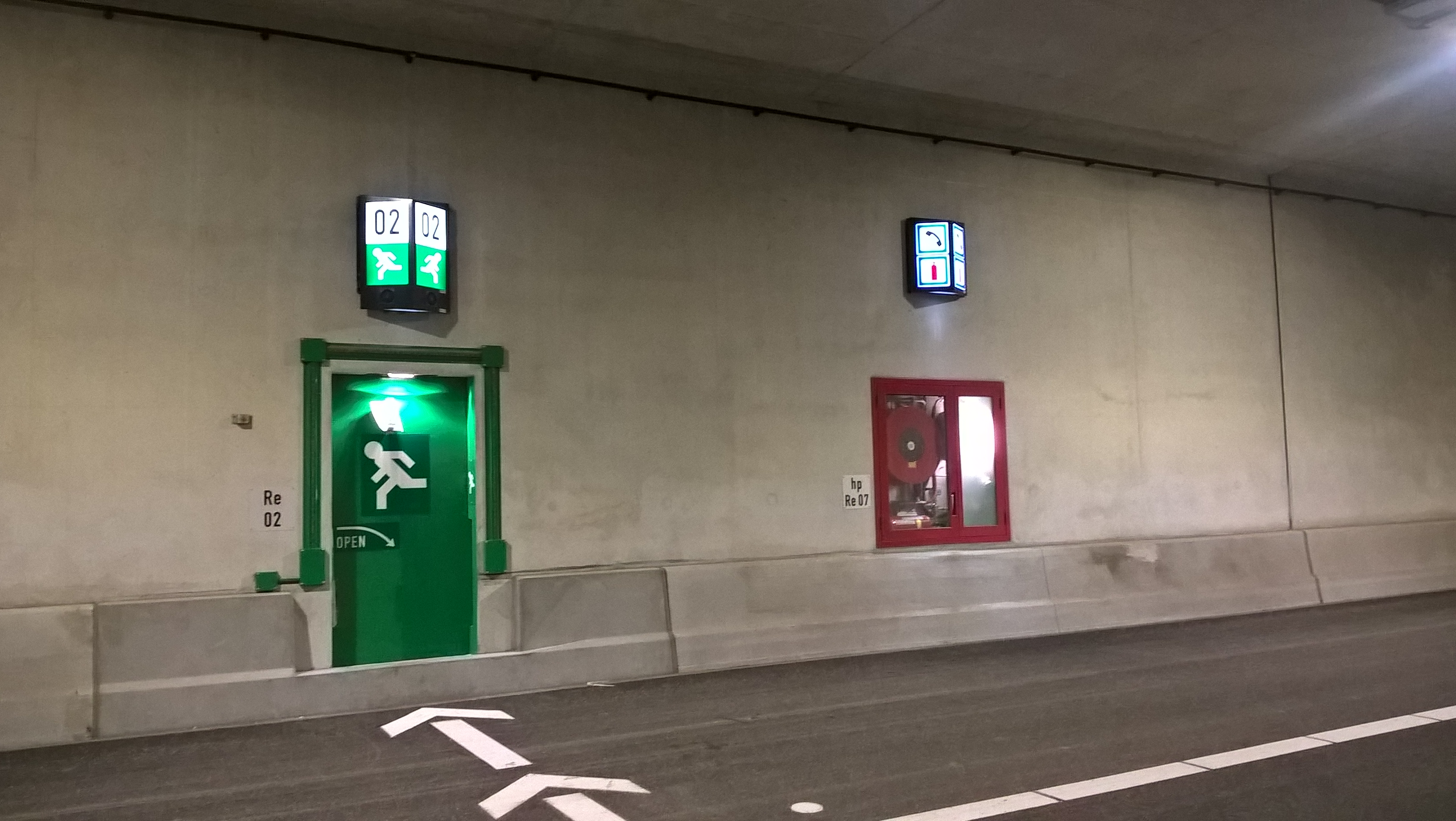
Voorbeeld van een nooduitgang in een tunnel

Een nooduitgang is een uitgang die wordt gebruikt om in geval van nood, zoals brand, buiten te komen.
Een gewone deur, voor dagelijks gebruik, kan natuurlijk ook als nooduitgang dienstdoen.
In gebouwen bevindt de nooduitgang zich meestal aan het einde van een vluchtweg. De vluchtroute en nooduitgang worden met (vaak) verlichte pictogrammen aangegeven, zodat ze tijdens een calamiteit te vinden zijn. De pictogrammen willen van beeltenis nog weleens verschillen, de kleur is in Europa over het algemeen groen. De nooddeur is vaak brandwerend en heeft vaak een  panieksluiting, waardoor de deur open gaat als er van binnen tegen geduwd wordt. In de tunnels van de Rotterdamse metro en veel verkeerstunnels zijn ze vaak ook nog eens voorzien van groene contourverlichting.
In vervoermiddelen zoals bus, trein, tram en vliegtuig bevinden zich één of meerdere nooduitgangen, die alleen bruikbaar zijn als het voertuig tot stilstand is gekomen. Ook in geluidswallen langs de snelweg zijn nooduitgangen aangebracht.
Vaak is een nooduitgang voorzien van alarm, dan afgaat als de deur geopend wordt. Dat is belangrijk in winkels, waar men liever ziet dat klanten de winkel via de kassa verlaten.